# Mansplaining
Mansplaining è un neologismo sincratico anglofono, formato dal sostantivo man abbinato a splaining, derivato dal gerundio del verbo explain (spiegare), e usato nel contesto del femminismo della quarta ondata, con cui viene definito quell'atteggiamento paternalistico di alcuni uomini (ma non solo) che tendono a commentare o a spiegare a una donna, in un modo condiscendente, troppo semplificato o troppo sicuro di sé "qualcosa di ovvio, oppure qualcosa di cui lei è esperta, perché pensano di saperne sempre e comunque più di lei oppure che lei non capisca davvero", talvolta anche supponendo che, quando un uomo parla, la donna "deve fermarsi ad ascoltare, magari pure quando ne sa di più".
La persona che pratica il mansplaining viene generalmente definita mansplainer, sia in inglese che in altri contesti linguistici.
La scrittrice statunitense Rebecca Solnit, cui viene accreditata la prima articolazione del concetto, attribuisce il fenomeno a una combinazione di "eccesso di sicurezza e mancanza di competenza". La giornalista del The Atlantic Lily Rothman lo definisce una "spiegazione fatta, spesso da un uomo a una donna, senza tener conto del fatto che chi spiega ha meno competenze di chi ascolta".
Nel suo uso originario, "mansplaining" differiva dalle altre forme di condiscendenza in quanto sarebbe opinione radicata che un uomo sia probabilmente più esperto di una donna. Tuttavia, ormai è anche usato in senso più ampio, ad esempio quando un uomo (ma anche una donna) assume un tono accondiscendente nel fornire una spiegazione a chiunque, così che la "spiegazione" fatta in tale modo possa essere rivolta a qualsiasi pubblico.

## Origine e diffusione del termine
Il termine mansplaining fu ispirato da un saggio di Rebecca Solnit, Gli uomini mi spiegano le cose (Men Explain Things to Me: Facts Did not Get in The Way) in cui l'autrice riferiva come, parlando con un uomo a una festa, aveva citato un suo recente libro su Eadweard Muybridge. Al che l'uomo l'aveva interrotta chiedendole se avesse sentito parlare «dell'importantissimo libro» su Muybridge uscito quell'anno - senza nemmeno prendere in considerazione che potesse essere (come, in effetti, era) proprio il libro della sua interlocutrice, Rebecca Solnit, che ha definito nel suo saggio il comportamento dell'uomo con la frase «ogni donna sa a cosa mi riferisco».
Il fatto fu commentato sul social network LiveJournal col termine mansplaining che poi divenne popolare: nel 2010 il New York Times incluse mansplaining tra le "parole dell'anno".
Nel 2012 il termine è stato definito "parola più creativa dell'anno" dalla American Dialect Society, e nel 2014 è stato aggiunto ai dizionari online Oxford. In Australia, mansplaining è stata nominata parola dell'anno 2014 dal dizionario Macquarie.
Nel 2017 il film di Damien Chazelle La La Land, premiato con sei Oscar e sette Golden Globe, fu da diversi commentatori accusato di "mansplaining".
Nel 2018, durante una seduta del parlamento britannico, il primo ministro Theresa May denunciò di essere stata oggetto di mansplaining da parte del leader dell'opposizione Jeremy Corbyn, che aveva usato toni sprezzanti nei suoi confronti, a seguito dell'incontro con il principe dell'Arabia Saudita Mohammed bin Salman.

### In italiano
Nella lingua italiana la parola non è di facile traduzione. Nonostante la scrittrice Violetta Bellocchio abbia proposto, per renderne il significato, l'espressione spiegazione virile, quest'ultima non si è diffusa e quindi per ora il concetto continua a essere reso con il termine inglese originario. La traduzione nel Fernando Picchi, Grande Dizionario di Inglese edito da Hoepli, è spiegazione maschia.
La cantautrice e interprete Francesca Michielin ha scritto nel 2018 in collaborazione con Calcutta il singolo Femme, una canzone dedicata al mansplaining.
La linguista Vera Gheno utilizza il termine minchiarimento, fattole scoprire dall'amica scrittrice Giulia Blasi, poi ripreso anche dalla scrittrice Michela Murgia e più volte su social, articoli e blog.

## Critiche
Il personale del MPR (Minnesota Public Radio) ha contestato l'utilità del termine. Data la sua natura specifica di genere e connotazione negativa, Lesley Kinzel lo descrisse come intrinsecamente parziale, essenzialista, sprezzante e doppio pesista.  In un articolo de The Washington Post del 2016, Cathy Young ha scritto che è solo uno dei numerosi termini che usano "uomo" come prefisso dispregiativo e che questa convenzione fa parte di un "attuale ciclo di misandria".  Meghan Daum, in un articolo del Los Angeles Times del 2015, ha scritto che "suggerire che gli uomini sono più qualificati per la designazione rispetto alle donne non è solo sessista ma quasi sordo come categorizzare tutto ciò che un uomo dice come mansplaining".  Nel 2014 la stessa Solnit ha dichiarato di avere dei dubbi al riguardo: "Mi sembra un po' pesante l'idea che gli uomini siano intrinsecamente imperfetti in questo modo, piuttosto che alcuni uomini spiegano cose che non dovrebbero e non sentono le cose che dovrebbero". Quando la parola divenne più popolare, diversi commentatori si lamentarono che l'appropriazione indebita avesse diluito il suo significato originale. Joshua Sealy-Harrington e Tom McLaughlin hanno scritto sul quotidiano The Globe and Mail che il termine è stato usato come argomento ad hominem per mettere a tacere i dibattiti.